# 旧中和家住宅
旧中和家住宅（きゅうなかわけじゅうたく）は、兵庫県豊岡市出石町三木にある古民家建造物である。

## 主屋
江戸時代中期に建てられ、昭和時代に増築された。国の登録有形文化財である。

## 庭園
豊岡市の指定文化財（名勝）である。石組、池、傾斜を利用して造られた築山を伴う池泉観賞式庭園である。

## 交通アクセス
- 山陰本線江原駅から全但バス出石方面行に乗り「三木」で下車、南へ徒歩5分。